# Al Satwa
Al Satwa è un quartiere di Dubai, si trova nella regione di Bur Dubai, nel settore meridionale di Dubai.